# Liturgisch boek

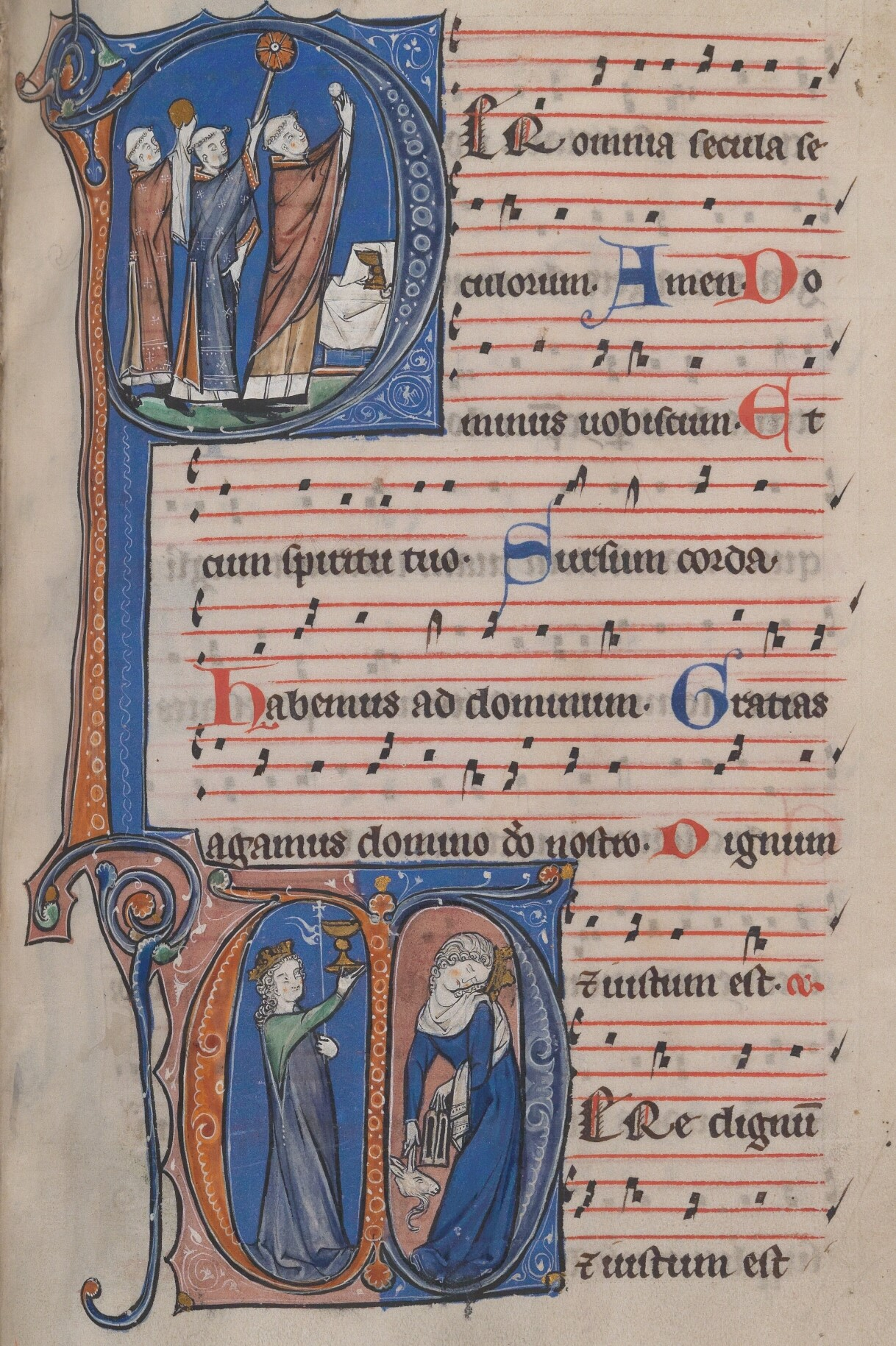
Fragment uit het Missaal van de Sint-Pietersabdij. Verlucht missaal vervaardigd voor de Benedictijnerabdij van Sint-Pieter in Blandinium te Gent, 1275-1285. Bewaard in de Universiteitsbibliotheek Gent.

Een liturgisch boek is een boek dat de teksten en de voorschriften bevat voor de liturgie.
De Katholieke Kerk kent onder andere de volgende liturgische boeken:
- De liturgische boeken die voor de Mis worden gebruikt:
  - Romeins Missaal
  - Evangeliarium
  - Lectionarium
  - Kyriale
  - Graduale Romanum
- Romeins Rituaal
- Pontificale Romanum
- Processionale, voor processie-gezangen
- Benedictionale
- Voor het Officie worden het Breviarium, het Responsoriale, het Antiphonale en eventueel Hymnale en Vesperale gebruikt.

Het Liber Usualis is een samenvatting van de meest gebruikte gezangen, gebeden en lezingen uit de voorgaande boeken.
Het Evangeliarium wordt gezien als symbool van de presentie van Christus, wiens leven in de Evangeliën wordt beschreven.  Het Evangeliarium wordt daarom in de katholieke liturgie met de grootste eerbied omgeven: het wordt bewierookt en de lezer van het Evangelie kust het boek na de lezing.